# Schaerbeek
Schaerbeek (fr.) ili Schaarbeek (niz.) je jedna od 19 dvojezičnih općina u Regiji glavnoga grada Bruxellesa u Belgiji.
Graniči s briselskim općinama Grad Bruxelles, Saint-Josse-ten-Noode, Evere, Etterbeek i Woluwe-Saint-Lambert.

## Povijest
Ovaj grad koji je povijesno bio dio Brabantske grofovije prvi put se spominje 1120. godine. Za vrijeme Reformacije u 16. stoljeću, grad zahvaćaju sukobi između protestanata i katolika. Nakon Francuske revolucije, Schaerbeek je odvojen od Bruxellesa, te mu je dan status samostalne općine. Na prijelazu s 19. na 20. stoljeće izgrađena je gradska vijećnica i željeznička stanica. U ovom razdoblju izgrađene su i mnoge nove zgrade i kuće, što je rezultat velikog porasta stanovništva.

## Poznate osobe
- ova općina je poznata kao rodno mjesto Jacquesa Brela.
- Raymond van het Groenewoud, glazbenik

## Vanjske poveznice
- | Logotip Zajedničkog poslužitelja | Zajednički poslužitelj ima stranicu o temi Schaerbeek |
- (fr.) (nizoz.) Službena stranica općine